# 민주당 (태국)
민주당(民主黨, 태국어: พรรคประชาธิปัตย์, Phak Prachathipat)은 태국의 보수주의 정당이다.

## 역사
민주당은 태국의 전통적인 우익 정당으로, 군부 독재 시절 태국의 민주화 운동을 주도하였다. 1992년 민주화 이후 2번 집권했으며 남부 및 방콕 등 대도시의 중산층과 지식인들에게 전폭적인 지지를 받았었다. 그러나 2001년 탁신 친나왓의 타이락타이당에 패배한 뒤 2000년대 중반에는 남부 지역 정당으로 전락하였다. 2006년 태국 쿠데타 이후 민주당은 반탁신이라는 이해 관계가 맞아 떨어져 군부 세력과 손을 잡았으며 2007년 총선 결과 160석으로 약진한다. 그리고 2008년에는 아피싯 웨차치와를 총리로 배출하며 여당까지 된다. 하지만 2010년 아피싯 총리는 친탁신파인 붉은 셔츠가 이끄는 시위를 "시위대에 무릎을 꿇지 않을 것"이라고 하며 강경 진압하다가 유혈 사태가 발생시켰고 수십여명의 사상자가 나타났다. 연이은 유혈사태에 이어 선거법 위반 논란까지 겪으며 민주당은 정당 해체 위기까지 겪게 되었으나 정당 해산까지는 가지 않았다. 하지만 이로 인해 하층민과 농민층에게 큰 반발을 사게 되고 정권의 지지율은 크게 하락하게 되었으며 2011년 이후 아파싯 총리는 실각하고 잉락 친나왓에게 정권을 내주며 다시 민주당은 야당으로 전락한다. 실각 이후 탁신계 정당과 민주당의 대립은 더 심해졌고, 민주당은 군부와 연대해서 라도 탁신계 정당에게 승리하고자 하였다. 그래서 민주당은 2014년 총선거를 보이콧했고, 이후 일어난 2014년 태국 쿠데타를 사실상 지지하였다.
2019년 태국 총선거에서 민주당은 민주주의 회복과 중도 노선을 채택하며 반등을 노렸다. 그러나 선거 결과 53석으로 의석이 크게 줄어드는 몰락을 겪게 되는데, 텃밭인 방콧에서도 신생정당인 신미래당에게 패배하며 대참패 수준의 성적을 기록하는 굴욕을 경험하게 된다. 그러나 민주당은 선거 이후 군부계 정당인 국민국가권력당과 연정하여 여당이 되었다.

## 역대 선거 결과

### 역대 총선
| 년도 | 의석 수   | 득표수     | 득표율 |
| ---- | --------- | ---------- | ------ |
| 1948 | 54 / 99   |            |        |
| 1957 | 31 / 283  |            |        |
| 1957 | 39 / 160  |            |        |
| 1969 | 57 / 219  |            |        |
| 1975 | 72 / 269  | 3,176,398  | 17.2%  |
| 1976 | 114 / 279 | 4,745,990  | 25.3%  |
| 1979 | 33 / 301  | 2,865,248  | 14.6%  |
| 1983 | 56 / 324  | 4,144,414  | 15.6%  |
| 1986 | 100 / 347 | 8,477,701  | 22.5%  |
| 1988 | 48 / 357  | 4,456,077  | 19.3%  |
| 1992 | 44 / 360  | 2,865,248  | 14.6%  |
| 1992 | 79 / 360  | 9,703,672  | 21.0%  |
| 1995 | 86 / 391  | 12,325,423 | 22.3%  |
| 1996 | 123 / 393 | 18,087,006 | 31.8%  |
| 2001 | 128 / 500 | 7,610,789  | 26.6%  |
| 2005 | 96 / 500  | 4,018,286  | 16.1%  |
| 2006 | 0 / 500   | -          | 0%     |
| 2007 | 165 / 480 | 14,084,265 | 39.63% |
| 2011 | 159 / 500 | 11,433,762 | 35.15% |
| 2014 | 0 / 500   | -          | 0%     |
| 2019 | 53 / 500  | 3,947,726  | 11.11% |
| 2023 | 25 / 500  | 899,303    | 2.29%  |

## 같이 보기
- 국민국가권력당